# John Thomas (cestista)
John Gregory Thomas (Minneapolis, 8 settembre 1975) è un ex cestista statunitense, professionista nella NBA, in Europa e in Asia.

## Carriera
È stato selezionato dai New York Knicks al primo giro del Draft NBA 1997 (25ª scelta assoluta).